# Sarmanovo
Sarmanovo (in russo Сарманово?; in tartaro: Сарман) è un villaggio che si trova nella Repubblica autonoma del Tatarstan, in Russia. È il centro amministrativo del distretto Sarmanovskij.
Il villaggio è situato a 40 km dalla stazione ferroviaria di Zainsk.